# United Nations Yemen Observation Mission
United Nations Yemen Observation Mission (UNYOM) var namnet på Förenta nationerna:s observatörsstyrka i Jemen mellan juli 1963 och september 1964 under Inbördeskriget i Nordjemen. Jemen hade anlutit sig till Egypten 1958, och sedan år 1962, separeras igen, vilket utlöste konflikten. För att säkerställa att denna konflikt inte trappades upp till en internationell incident, satte FN upp UNYOM. Huvudkontoret för denna observatörsstyrka låg i Sanaa.
Omkring 1963 anslöt sig Saudiarabien och Egypten till inbördeskriget. Uppgiften för UNYOM var att se till att konflikten inte lutade åt ett eller annat håll för att undvika en potentiellt skadlig tvist genom den delen av Mellanöstern. Inbördeskriget slutade 1964 och UNYOM fortsatte att övervaka och kontrollera situationen i Jemen samtidigt som man övervakade tillbakadragandet av Saudiarabien och Egypten.
FN:s styrka på plats bestod av 189 militärer, däribland 25 militära observatörer, 114 officerare och soldater ur spaningsenheten, 50 officerare och soldater ur luftenheten, stödda av internationell och lokalanställd civil personal.

## Befälhavare
UNYOM:s befälhavare:
- Generallöjtnant Carl von Horn (Sverige) - juli-augusti 1963
- Överste Branko Pavlovic (Jugoslavien) (stf) - augusti-september 1963
- Generallöjtnant P.S. Gyani (Indien) - september-november 1963

## Stabschefer
UNYOM:s stabschefer:
- Överste Branko Pavlovic (Jugoslavien) - november 1963
- Överste S.C. Sabharwal (Indien) - november 1963-september 1964